# 南京市建邺高级中学
南京市建邺高级中学是南京市建邺区的一所高中，位于南京市集庆门大街文体路99号。学校的前身为南湖高级中学南苑校区和上新河校区，2007年合并，并改为现名。占地60亩。